# سليم ايلجاز
سليم ايلجاز (بالفرنسية: Selim Ilgaz)‏ هو لاعب كرة قدم فرنسي، ولد في 22 يونيو 1995 في مونفرماي في فرنسا. لعب مع قيصري إيرسيسبور ونادي فاتح كاراغومروك.

## وصلات خارجية
- سليم ايلجاز على موقع اتحاد تركيا (لاعب) (الإنجليزية)
- سليم ايلجاز على موقع قاعدة بيانات كرة القدم.إي يو (الإنجليزية)
- سليم ايلجاز على موقع Soccerway.com (الإنجليزية)
- سليم ايلجاز على موقع عالم كرة القدم.نت (الإنجليزية)